# Бент Волмар
Бент Волмар (дан. Bent Wolmar, 8 серпня 1937, Фредерісія — 6 вересня 2024) — данський футболіст, що грав на позиції захисника.
Виступав, зокрема, за клуб «Орхус», а також національну збірну Данії.

## Клубна кар'єра
У дорослому футболі дебютував 1962 року виступами за команду «Орхус», кольори якої і захищав протягом усієї своєї кар'єри гравця, що тривала п'ять років. 

## Виступи за збірну
У 1964 році дебютував в офіційних матчах у складі національної збірної Данії.
У складі збірної був учасником чемпіонату Європи 1964 року у Франції.
Загалом протягом кар'єри в національній команді, яка тривала 1 рік, провів у її формі 6 матчів.